# Ukrainas damlandslag i ishockey
Ukrainas damlandslag i ishockey representerar Ukraina i ishockey på damsidan.

## Historik
Ukraina spelade sin första landskamp 1992, och det handlade om en kvalmatch mot Lettland till Europamästerskapet 1993. Matchen spelades i Riga, Lettland och ukrainskorna vann med 3–0. Matchen ingick i en kvalserie mot Italien, Lettland och Nederländerna, men då Italien och Nederländerna drog sig ur minskades kvalet ner till tre matcher mellan Ukraina och Lettland, som vanns av Ukraina med 2-1. Året därpå deltog Ukraina i Europamästerskapet. De spelade fem matcher i B-turneringen i Kiev, Ukraina. Det ukrainska laget vann en match av fyra, och lyckades besegra gruppjumbon Lettland.
1994 spelade Ukraina i Moscow Tournament mot Finland, Lettland och Ryssland. De fick stryk i alla matcherna, och mot Finland föll man med hela 0-31. Året därpå deltog laget i Europamästerskapet. De spelade i B-turneringen i Danmark och förlorade alla fyra matcher.

### Fotnoter
1. 1 2 3 4  ”Ukraine Women All Time Results”. National Teams of Ice Hockey. Arkiverad från originalet den 4 oktober 2011. https://web.archive.org/web/20111004105823/http://nationalteamsoficehockey.com/uploads/Ukraine_Women_All_Time_Results.pdf. Läst 29 april 2011.
2. 1 2 3 4  Müller, Stephan (2005). International Ice Hockey Encyclopaedia 1904–2005. Germany: Books on Demand. sid. 226–227. ISBN 3-8334-4189-5